# نداء فاروق غانم
نداء فاروق غانم هي كاتبة ومترجمة أردنية فلسطينيّة، تقيم في دولة الإمارات. اشتهرت نداء بكتابها «خفيف كالهواء... ثقيل كمروحة» وبترجمتها لكتاب «الرئيس اختفى» الشهير لبيل كلينتون وجيمس باترسون، وهو رواية سياسية تكشف الكثير عن خبايا البيت الأبيض الإدارية. ونظمت دار النشر الإماراتية «روايات» حفل توقيع للكتاب الأخير في معرض أبوظبي الدولي للكتاب 2019.

## أعمالها
| م | العمل                                                                     | دورها             | عام الإصدار | الناشر                      | عدد الصفحات | رقم تعريفي                             | مراجع             |
| - | ------------------------------------------------------------------------- | ----------------- | ----------- | --------------------------- | ----------- | -------------------------------------- | ----------------- |
| 1 | الزن في فن الكتابة                                                        | ترجمة             | 2015        | الدار العربية للعلوم ناشرون | 205         | (ردمك 9786140116375)                   | [ 5 ]             |
| 2 | خفيف كالهواء... ثقيل كمروحة                                               | تأليف             | 2014 2017   | الدار العربية للعلوم ناشرون | 135 76      | (ردمك 9786140112377، وردمك 6140112370) | [ 6 ] [ 7 ] [ 8 ] |
| 3 | أدوات الكتابة: 49 إستراتيجية ضرورية لكل كاتب                              | ترجمة             | 2017        | الدار العربية للعلوم ناشرون | 311         | (ردمك 9786140121560، وردمك 6140121566) | [ 4 ] [ 9 ]       |
| 4 | الرئيس اختفى                                                              | ترجمة             | 2019        | مجموعة كلمات                | 587         | (ردمك 9789948385202)                   | [ 10 ]            |
| 5 | نادي الانتحار                                                             | ترجمة (بالاشتراك) | 2021        | منشورات تكوين               |             |                                        | [ 11 ]            |
| 6 | التأهب للرحيل: الطريقة السويديّة في تحرير الأقرباء من فوضى حياتك بعد الموت | ترجمة             | 2022        | دار روايات                  |             |                                        |                   |
| 7 | آرثر وجورج (رواية)                                                        | ترجمة             | 2022        | دار روايات                  |             |                                        | [ 12 ]            |

1. ↑  الكتاب الأصلي باللغة الإنجليزية من تأليف راي برادبري.
2. ↑  الكتاب الأصلي باللغة الإنجليزية من تأليف روي بيتر كلارك.
3. ↑  الكتاب الأصلي باللغة الإنجليزية من تأليف بيل كلينتون وجيمس باترسون.